# رولف فريك
رولف فريك هو أستاذ جامعي وسياسي ألماني، ولد في 16 سبتمبر 1936 في كيمنتس في ألمانيا، وتوفي في 31 ديسمبر 2008. نشط حزبياً في الحزب الديمقراطي الحر والحزب الديمقراطي الليبرالي الألماني. وقد انتخب عضو مجلس الشورى الموحد من ولاية سكسونيا أنهالت ‏.